# Mistrovství světa v judu 1971
VII. mistrovství světa se konalo v Friedrich-Ebert-Halle v Ludwigshafenu ve dnech 2. září - 4. září 1971.

## Program
- ČTV - 02.09.1971 - těžká váha (+93 kg)
- ČTV - 02.09.1971 - polotěžká váha (−93 kg)
- PAT - 03.09.1971 - střední váha (−80 kg)
- PAT - 03.09.1971 - polostřední váha (−70 kg)
- SOB - 04.09.1971 - lehká váha (−63 kg)
- SOB - 04.09.1971 - bez rozdílu vah

## Výsledky
| Kategorie | Zlato                | Stříbro                 | Bronz                 | Bronz                  |
| --------- | -------------------- | ----------------------- | --------------------- | ---------------------- |
| −63 kg    | Takao Kawaguči (JPN) | Tojokazu Nomura (JPN)   | Čchoi Čong-sam (KOR)  | Sergej Suslin (URS)RUS |
| −70 kg    | Hisaši Cuzawa (JPN)  | Hiroši Minatoja (JPN)   | Dietmar Hötger (GDR)  | Antoni Zajkowski (POL) |
| −80 kg    | Šózó Fudžii (JPN)    | Jošinari Šigemacu (JPN) | Guy Auffray (FRA)     | David Starbrook (GBR)  |
| −93 kg    | Fumio Sasahara (JPN) | Nobujuki Sató (JPN)     | Helmut Howiller (GDR) | Chiaki Ishii (BRA)     |
| +93 kg    | Wim Ruska (NED)      | Klaus Glahn (FRG)       | Hisakazu Iwata (JPN)  | Keith Remfry (GBR)     |